# Ристо Стефановић
Ристо Стефановић (Тузла, 1886 — Београд, 24. децембар 1965) био је револуционар, учесник Првог светског рата и Народноослободилачке борбе и друштвено-политички радник Народне Републике Србије.

## Биографија
Рођен је 1886. године у Тузли. У родном месту је завршио Трговачку академију, а као младић је припадао националном револуционарном покрету и био члан организације „Млада Босна“.
За време Првог светског рата, борио се као добровољац у Српској војсци. После завршетка рата, 1919. године приступио је тада основаној Комунистичкој партији Југославије (КПЈ). Због своје политичке ангажованости, више пута је био отпуштан из службе и прогањан од полиције.
Учесник Народноослободилачког рата (НОР) био је од јесени 1941. године. Најпре је био у Чачанском партизанском одреду „Др Драгиша Мишовић“, а од 1942. године је радио као интендант Врховног штаба НОВ и ПОЈ. Био је већник на Другом заседању АВНОЈ-а у Јајцу, новембра 1943. године, а касније 1944. је био и већник АСНО Србије.
После ослобођења Југославије, био је најпре генерални директор, а од 1948. године вицегувернер Народне банке Југославије (НБЈ). Био је биран за члана Главног одбора Социјалистичког савеза радног народа Србије (ССРНС) и Централног комитета Савеза комуниста Србије (ЦК СКС).
Преминуо је после дуже и тешке болести 24. децембра 1965. године у Београду. Кремиран је и његова урна је положена у Алеји заслужних грађана на Новом гробљу у Београду. Једна је од првих особа сахрањених у овој Алеји.
Носилац је Партизанске споменице 1941. и других југословенских одликовања, међу којима је Орден народног ослобођења и Орден рада првог реда.